# 维吾尔语
维吾尔语（传统维文：ئۇيغۇر تىلى或ئۇيغۇرچە；西里尔维文：或；拉丁维文：或；新维文：或），简称维语，是一种突厥语族语言。为大多数维吾尔族的母语，有1000万到1500万使用者，是中國新疆维吾尔自治区法定的官方语言之一。维吾尔语的使用者主要集中于中国新疆，中亚的哈薩克、吉爾吉斯和烏茲別克也有维吾尔语分布，其他许多国家亦有维吾尔语移民社区。作为新疆的官方语言和新疆各少数民族通行语言，维吾尔语广泛应用于广播、电视和出版物等各个领域。

## 維吾爾詞源
“维吾尔”一词与“回鹘”“畏吾儿”同源，在突厥语言中，“维吾尔”、“畏吾儿”、“回纥”与“回鹘”是同一个词。然而用维吾尔语（或回鹘语）来称呼维吾尔人的语言并不很准确，历史比较语言学证据显示今天的维吾尔语事实上是古葛逻禄语，而并非以回鹘语的直系后裔为主要层次，西部裕固族使用的西部裕固语才是古回鹘语的直系后裔。
历史上，维吾尔族先民所在区域称回部，民众称回人。清廷编撰的《钦定西域同文志》中，称其语言为回语（回文）。当代研究者，将回语（回文）视同维吾尔语的前身察合台語:15。他们称自己的语言为“维吾尔语”、“喀什语”或“突厥语”。喀喇汗人认为当时的高昌回鹘语和喀喇汗维吾尔语为同一种语言，中国学者也一直以“维吾尔语”称呼喀喇汗时期的哈卡尼亚语作品。

## 历史變遷
维吾尔语属于突厥语族葛逻禄语支，和乌兹别克语一样由古察合台语演变而来，因此与乌兹别克语十分接近，乌兹别克语一些方言能够与维吾尔语直接互通，但标准乌兹别克语与标准维吾尔语也互有不同。和多数突厥语族语言一样，维吾尔语是一种黏着语，遵循元音和谐律，缺乏名詞類別与名词性的变化，语序为主賓動語序。除了其他突厥语族语言的影响外，维吾尔语在历史上一直受到波斯语和阿拉伯语的影响。
维吾尔语主要使用地是今塔里木盆地一带，此地的原住民是说吐火罗语的吐火罗人以及说伊朗语的塞种人，而维吾尔语源自突厥语族的分支，並融合了很多其他語言的元素。公元6世纪，居于阿尔金山一带的古突厥部落兴起，建立突厥汗国并入侵塔里木盆地，说古突厥语的部落開始征服塔里木盆地。公元9世纪，原居住于蒙古高原的回鹘人被黠嘎斯人击败，被迫撤出蒙古高原。战败的回鹘人又征服了塔里木盆地的吐火罗人的诸城邦国并大量移居此地，於是吐火罗人逐渐被回鹘人同化，改说突厥語族的回鹘语，而流行於新疆东部的吐火罗语也大约在此时灭亡。大约同时，喀喇汗国建立。喀喇汗国信奉伊斯兰教，此时的中古突厥语引入了大量的阿拉伯语和波斯语借词，并改用阿拉伯—波斯字母书写，形成了超方言的书面语──哈卡尼亚语，1004年，喀喇汗国攻灭了講東伊朗—塞種語的佛教王國—于阗国，不久后完成了对講塞种語的于阗人的同化，此时整个塔里木盆地都開始改说突厥语族的語言。1222年，察合台汗国建立，居于统治阶层的蒙古人改信伊斯兰教并迅速突厥化，以哈卡尼亚语为基础形成了察合台语。察合台语的书面语言察合台文被中亚講突厥語的各個民族用作通用的书面语。在长期的历史过程中，察合台语口语中逐渐分道扬镳，西侧一支发展成为乌兹别克语，东侧一支则逐渐演化和融合成即今天的维吾尔语。

## 分类
维吾尔语属于突厥语族葛逻禄语支，该语支下分东葛逻禄语支和西葛逻禄语支，西葛逻禄语仅包含乌兹别克语，而东葛逻禄语包含维吾尔语、艾努语、罗布话、伊犁土尔克语以及已灭绝语言察合台语。1812年朱利斯·克拉普罗特对维吾尔语进行了研究并发表了一篇关于论文，正确地断言维吾尔语属于突厥语，而同时期的一些学者如伊萨克·雅各布·施密特则认为维吾尔语是西夏语。

### 方言
维吾尔人是西迁回鹘人、葛逻禄人与西域绿洲居民吐火罗人、塞种人的混血后裔，内部依据分布地域及所操的维吾尔语方言土语可以划分为喀什噶尔人、塔兰奇人、吐鲁番人、哈密人、刀郎人、和田人和罗布人七支民系。
现在通常认为维吾尔语有中心、和田和罗布三种主要的方言，每一种方言下又可分出不同的次方言，但各地方言差异较小，彼此可以互通。中心方言使用人数最多，占维吾尔语总使用人数的八至九成，标准维吾尔语即属于中心方言。和田方言使用人数占维吾尔语总人口18%，该方言较为保守存古，也拥有更多的伊朗语族底层词。罗布方言与中心方言和和田方言差异都很大，其内部有一些西伯利亚突厥语的特征，在维吾尔语中具有特殊地位，因此有些学者将其视为独立语言，但罗布方言使用人数在中华人民共和国建立后迅速减少，至今已经处于濒危状态。在中国，伊犁土尔克语也被认为是维吾尔语方言之一。
在中华人民共和国建立前，由于缺乏田野调查资料，学者对维吾尔方言划分分歧较大。最早对维吾尔语方言划分提出意见的是俄国教授伊勒敏斯基，他认为维吾尔语只有一个方言，苏联突厥学家马洛夫提出了“罗布方言”，瑞典学者格·雅林认为维吾尔语有南北两个方言，苏联突厥学家将维吾尔语分为南、北、罗布和甘肃四个方言，其中“甘肃方言”指撒拉语和西部裕固语。二十世纪五十年代初，中国学者提出维吾尔语有喀什方言、伊犁方言、吐鲁番方言、和田方言和罗布方言五种方言，在1955年第一次大规模田野调查后，学者根据调查材料提出喀什方言、伊犁方言、吐鲁番方言应属于同一个大方言区的观点。1956年至1957年，中国科学院组织了一次更大规模的田野调查，此后中国学者将维吾尔语分为中心方言、和田方言和罗布方言三个方言。

### 标准音
中华人民共和国建立前，维吾尔语无标准音，喀什、吐鲁番、伊犁和乌鲁木齐等地为维吾尔族政治、经济和文化中心，其方言比较具有代表性。《福乐智慧》、《突厥语大词典》、《真理的入门》以及众多伊斯兰经典多以当时的喀什话写成，佛教经典《金光明经》等则多被译为高昌回鹘话。中华人民共和国建立后，确立以中心方言伊犁次方言为维吾尔语标准语、以乌鲁木齐语音为维吾尔语标准音。苏联亦对其境内的维吾尔语进行标准化，这套标准语被称为标准苏维埃维吾尔语。两种标准维吾尔语主要差异在书写系统和词汇上。

## 现状

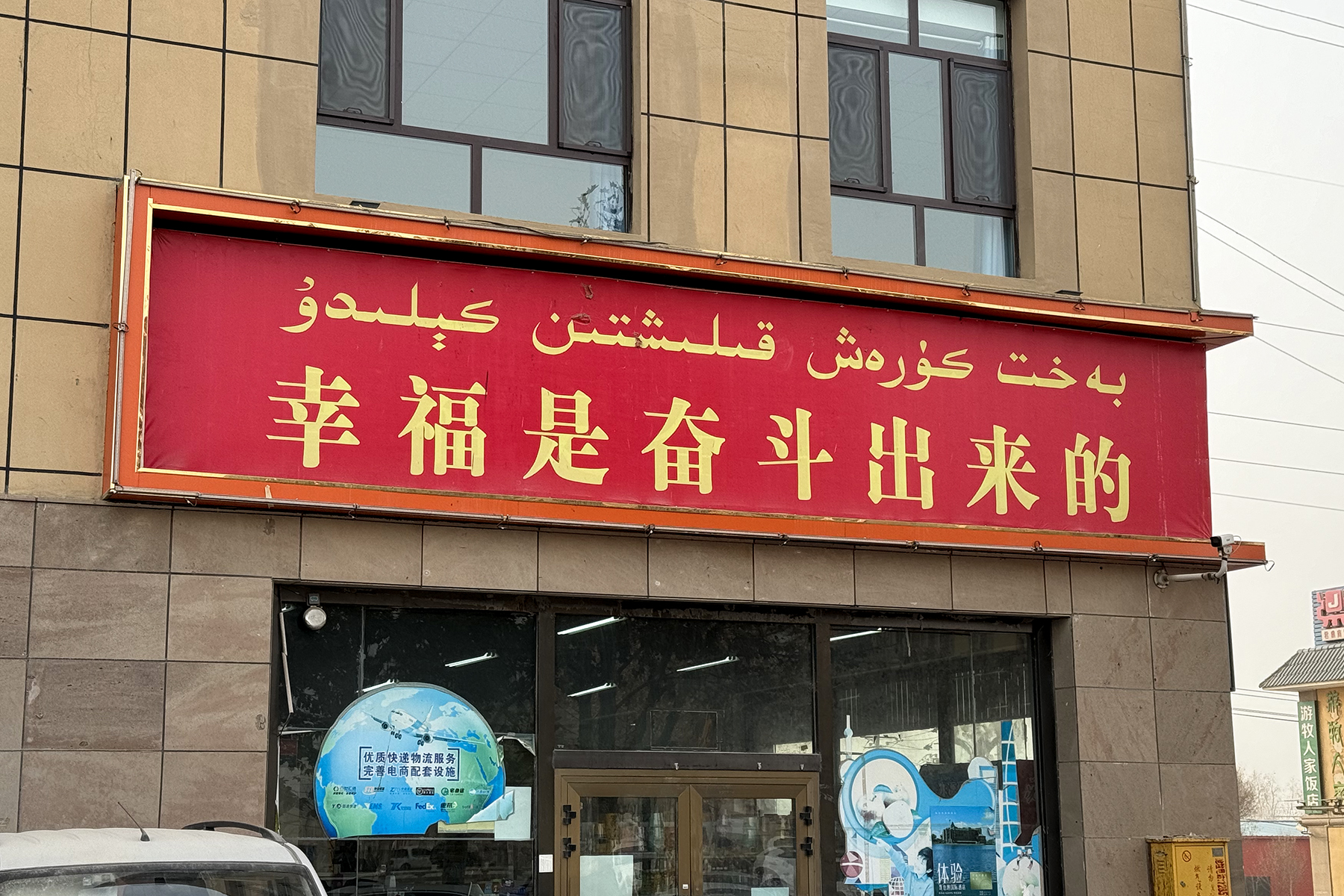
新疆阿克蘇的招牌，使用了老维文和中文兩种书写系统书写。

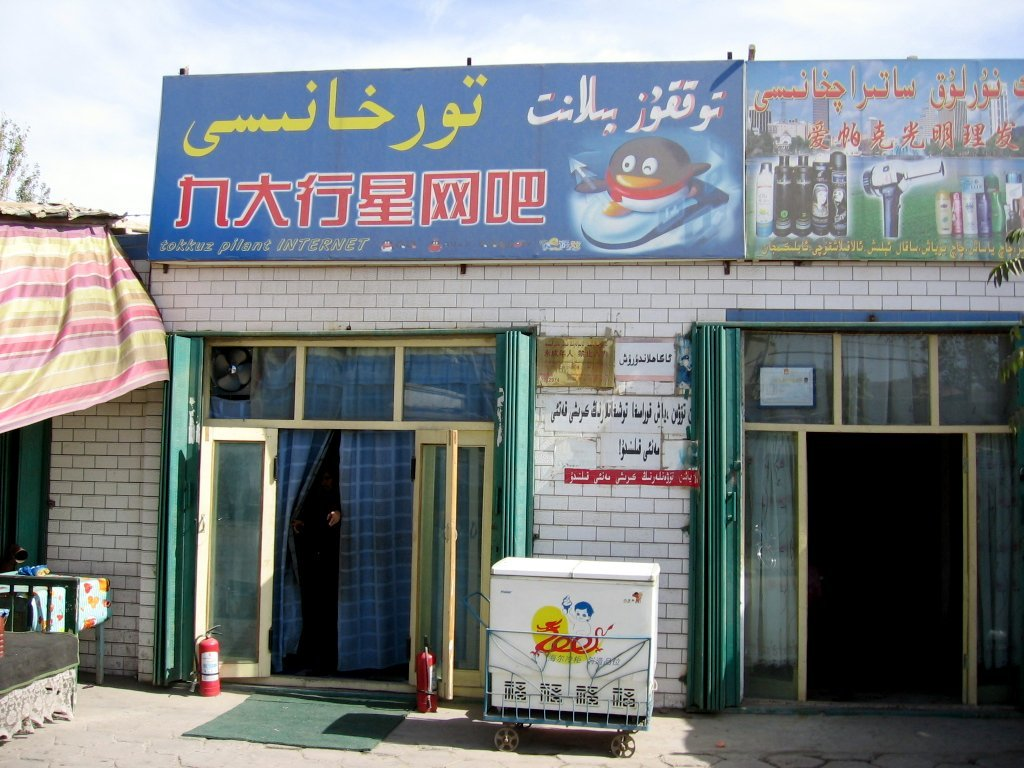
新疆和田市的一个网吧，其标牌使用老维文和中文书写。

维吾尔语使用人口约800至1100万，主要分布中国新疆维吾尔自治区。1993年哈萨克斯坦的维吾尔语使用者有30万人，1998年吉尔吉斯斯坦和乌兹别克斯坦有约9万人，1982年阿富汗和蒙古分别有3000和1000个维吾尔语使用者。东欧的阿尔巴尼亚也有较小的维吾尔语社区，此外，维吾尔语使用者还分散在澳大利亚、比利时、加拿大、德国、瑞典、英国、美国的纽约、巴基斯坦、沙特阿拉伯、塔吉克斯坦、土耳其等地。
维吾尔族是中华人民共和国认定的56个民族之一，维吾尔语和汉语一样是新疆维吾尔自治区的官方语言，在新疆大多数社会领域以及学校、政府和法院，都可以使用维吾尔语。在新疆的其他少数民族中，哈萨克族和柯尔克孜族人口较多，拥有自己的自治州，可以使用自己的母语上学，然而，人数较少的其他少数民族如锡伯族、塔吉克族、达斡尔族和俄罗斯族的母语教育相对缺乏，他们往往只能上维吾尔语学校，为了更好的教学质量，他们往往选择汉语学校，这也导致他们的入学率低于维吾尔族。除维吾尔族外，南疆的乌孜别克族也转用维吾尔语，而他们原本的母语乌孜别克语在中国境内已经濒危。
除在新疆各少数民族地区推行标准维吾尔语外，中华人民共和国政府也鼓励援疆的汉族干部以及汉族教师学习和使用维吾尔语，并开设维语班以提高援疆汉族干部的维吾尔语水平。2018年，有媒体報道声称中國政府為強行推廣普通話而移除新疆街头标牌和壁画上的维吾尔语文字。2019年，英国《金融时报》记者走访新疆时发现，国营的新华书店里出售的维吾尔语书籍只有《习近平谈治国理政》。在南疆维吾尔文化重镇喀什，独立维吾尔语书店从2014年的16家减少为5家，且只出售小说、菜谱、生活自助类书籍。
维吾尔语报纸杂志约有80种，5个电视台和10家出版社也使用维吾尔语。在中国之外，自由亚洲电台和土耳其广播电视公司也提供维吾尔语新闻。

## 書寫系統
维吾尔语有多种书写系统。在维吾尔语形成之前，突厥语使用粟特文、突厥字母以及回鹘字母书写。喀喇汗国时期改用阿拉伯字母书写，形成了跨方言的书面语哈卡尼亚语，察合台汗国时期使用察合台文书写。20世纪中期维吾尔语进行了文字改革，形成了今天使用的维吾尔文，即老维文。与大多数阿拉伯字母书写系统不同，老维文能精确表示所有的音素而不省略任何元音，因此是一种全音素文字，而阿拉伯文、波斯文则属于辅音音素文字。维吾尔语还有一套西里尔文字（稱作西里尔维文）和两套拉丁化拼写方案（稱作新维文和拉丁维文），这些文字使用于不同的地域和领域，但均不如老维文使用广泛。其中老维文和新维文均有32个字符。

## 音系
如无特殊说明，下文默认介绍标准维吾尔语的音系。

### 元音
维吾尔语有八个元音音位，用拉丁维文分别写作⟨a⟩, ⟨e⟩, ⟨ë⟩, ⟨i⟩, ⟨o⟩, ⟨ö⟩, ⟨u⟩, ⟨ü⟩。这八个元音音位在不同的环境下有不同的具体音值，下表即显示了标准维吾尔语的元音分布情况。括号内出现的为元音变体。
|        | 前元音 | 前元音 | 後元音   | 後元音 |
|        | 不圆唇 | 圆唇   | 不圆唇   | 圆唇   |
| ------ | ------ | ------ | -------- | ------ |
| 閉元音 | i, ɪ   | y, ʏ   | (ɨ), (ɯ) | ʊ, u   |
| 中元音 | e      |        | (ɤ)      | o      |
| 開元音 | ɛ, æ   | œ      | ʌ, ɑ     | ɔ      |

维吾尔语的所有元音音位都可以出现在词根中，然而非首音节只能出现/a/、/ɛ/、/i/、/u/、/y/五个元音。辅音/n/和/z/不与元音/y/组合:55。元音/i/、/u/、/y/在词首清辅音前的非重读音节中会产生清化现象，变成清化元音/i̥/、/u̥/、/y̥/，词首的元音清化时，其前面会出现清喉塞音/ʔ/，/u̥/、/y̥/后会带有清擦音/ɸ/，/i̥/后则会出现清擦音/ʃ/。两个清辅音之间的元音在轻读时也会清化。
维吾尔语书面语不区分元音长短，也不区分前元音/ɪ/ (例： بىلىم /bɪlɪm/ “知识”)和后元音/ɯ/ (例：تىلىم /tɯlɯm/“我的语言”)，/ɪ/和/ɯ/在维吾尔语音系中呈互补分布，但音位学的分析表明，它们在元音和谐中起着作用，是独立的音位。/e/只出现在非突厥语系的借词中，并且是元音弱化的结果。
维吾尔语中有系统的元音弱化和元音和谐现象，各地的元音弱化与元音和谐现象程度不同，如罗布方言的元音和谐比标准维吾尔语要严整，北部的维吾尔语方言常见元音弱化，南部的维吾尔语方言则没有此现象。维吾尔语有前后和谐和唇状和谐两种元音和谐模式，唇状和谐受前后和谐的制约，一些外来词汇、复合词和例外词往往不遵守元音和谐律:55。

### 辅音
维吾尔语有23个辅音音位。辅音如下表所示：
| 发音部位→ ↓发音方法 | 唇音 | 唇音 | 齿音 | 齿音 | 舌叶音 硬腭音 | 舌叶音 硬腭音 | 软腭音 | 软腭音 | 小舌音 | 小舌音 | 聲門音 | 聲門音 |
| ------------------- | ---- | ---- | ---- | ---- | ------------- | ------------- | ------ | ------ | ------ | ------ | ------ | ------ |
| 鼻音                |      | m    |      | n̪    |               |               |        | ŋ      |        |        |        |        |
| 塞音                | p    | b    | t̪    | d̪    | tʃ            | dʒ            | k      | ɡ      | q      |        | ʔ      |        |
| 擦音                | f    | (v)  | s    | z    | ʃ             | (ʒ)           |        |        | χ      | ʁ      | h      |        |
| 颤音                |      |      |      | r    |               |               |        |        |        |        |        |        |
| 近音                |      |      |      | l    |               | j             |        | w      |        |        |        |        |

维吾尔语有逻辑上类似“清浊”对立的两套辅音，在尉犁维吾尔语中表现为是否送气的对立，在米兰（若羌）维吾尔语中表现为典型的清浊对立。大多数方言介于这两种极端情形之间，一种典型的情况是：清塞音和清塞擦音在元音前往往送气，在元音后则可以送氣也可以不送气，送气不送气并不语义，为简洁起见在上表中一律以清浊音的方式表示（使用浊音字母来表示尉犁维吾尔语中的不送气辅音）。柯坪维吾尔语比较特殊，辅音前还可以有存古的送气成分，类似西部裕固语、图瓦语、土库曼语等等，形成事实上的“第三套辅音”，在上表中并未写出。
绝大多数维吾尔语辅音音位既可做音节开头，也可以做音节结尾，但有两个例外，/ʔ/只出现音节开头，/ŋ/只出现在音节结尾。维吾尔语中有复辅音，但较为罕见，现代维吾尔语中复辅音多数来自汉语词以外的外来语词，固有词中复辅音极少。维吾尔语口语中少见/f/，历史上维吾尔语从汉语、伊朗语和阿拉伯语吸收的带该音的词汇在标准化的过程中全部并入/p/音位，而中华人民共和国建立后吸收的词汇才使用/f/这一音位。在维吾尔语标准语的口语中/f/是存在的，然而在民间使用的绝大多数维吾尔语口语中/f/被/p/代替。此外，对于外来语中的/v/，维吾尔语书面语中一律以/w/拼写。
维吾尔语辅音有许多同位异音。/h/音仅仅见于拟声词、叹词和少量借词中，在词首、音节首和词尾时，/h/也可读作/ɦ/，音结尾或辅音前时/h/常读作/χ/。/ʒ/在维吾尔语中为/j/和/dʒ/的变体，并非独立音位，然而维吾尔语书面语的正字法中专门设置了一个字母用于表示该音，因此/ʒ/在书面语中可视为独立音位:59–84。首音节的/l/在高元音/i/、/u/、/y/前面或清辅音之后有时会发生清化，转变成清边擦音/ɬ/，导致元音清化或整个音节清化。

### 音节结构与重音
维吾尔语词根的音节结构是CVC（辅音+元音+辅音）的形式，其次是VC（元音+辅音），也有辅音+元音、元音+辅音+辅音、辅音+元音+辅音+辅音等形式。仅有2%的维吾尔语词根为开音节，因此闭音节词根在维吾尔语词根中占绝对优势:56。维吾尔语中存在复辅音，但是许多很多复辅音会通过省略变成单辅音或通过插音变成多个音节，如维吾尔语中的“计划”一词来源于欧洲语言中的“plan”，而现今维吾尔语中读作“pilan”:22–26。

## 文字

用回鹘文书写的“回鹘”

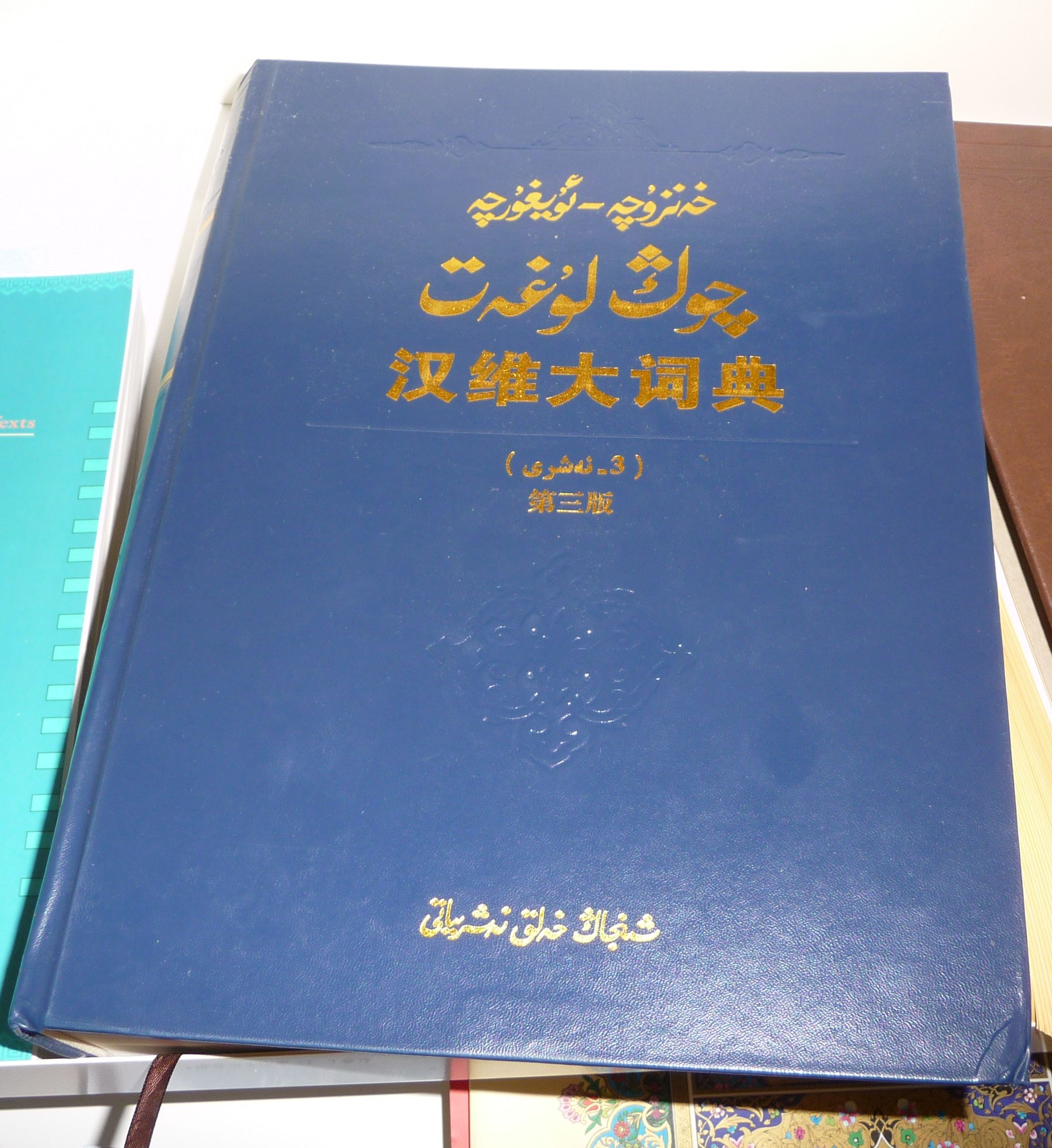
一本汉—维词典

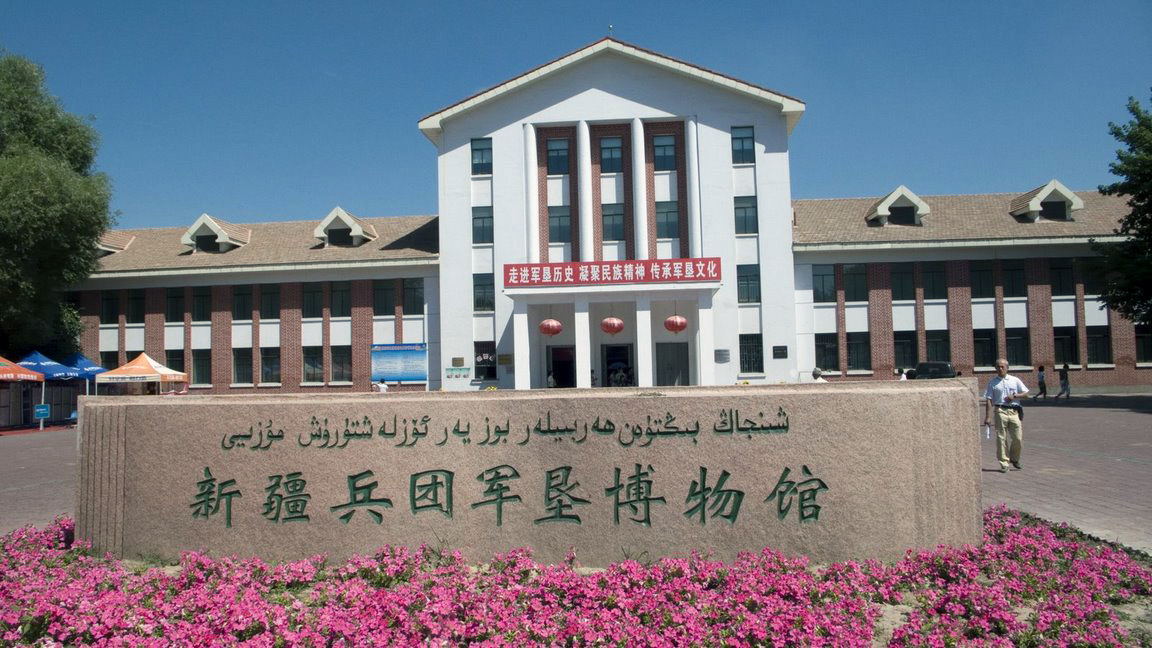
新疆兵团军垦博物馆的标牌，使用老维文和中文书写。

在喀喇汗国之前，古突厥语、回鹘语曾使用粟特文、突厥字母以及回鹘字母书写，在喀喇汗国改信伊斯兰教后，古葛逻禄语开始改用阿拉伯—波斯字母，并先后形成了哈卡尼亚语和察合台语两种以阿拉伯字母书写的书面语言。然而察合台文与口语分离严重，察合台文字母并不能和维吾尔语口语完整对应。
20世纪以后察合台文已经式微，维吾尔族人已经开始使用传统的阿拉伯—波斯字母表达口语，此时，维吾尔语中仍然保留大量的波斯语、阿拉伯语借词专用字母，不同的使用者使用不同的字母表达维吾尔语音素，因而没有形成新的标准维吾尔文。中华人民共和国建立后，政府开始着手规范维吾尔语书面语。1954年4月，新疆人大通过了新的维吾尔语标准化方案，该方案废除了原来冗余重复的字母以及只用于书写阿拉伯语和波斯语的字母:156，并增加一些字母来精确表示维吾尔语的发音，修改后的维吾尔文与口语很好对应，这套字母被称为老维文:154。1960年，政府推行西里尔字母，四年后改推行拉丁字母，即新维文。尽管政府先后推行西里尔文字和拉丁文字，然而老维文在民间有广泛的使用基础，维吾尔族民间仍然通行老维文。1982年，在推行新维文阻力重重的背景下，新疆人大通过《关于恢复使用维吾尔、哈萨克老文字的决定》，原老维文全面恢复使用。此后不久，老维文添加了两个新字母，并使用至今:158。
目前，维吾尔语有四套较为常见的文字，分别是老维文（UEY）、西里尔维文（USY）、新维文（UYY）和拉丁维文（ULY）。以阿拉伯字母为基础的老维文，目前作为中华人民共和国新疆维吾尔自治区官方文字之一，也是使用最为广泛的文字。与多数以阿拉伯文为基础的文字不同，现行老维文是全音素文字，标注出包括元音在内的所有音素，类似于索拉尼库尔德文。而阿拉伯文、波斯文则为辅音音素文字，通常不标注元音，只标注辅音。
西里尔维文以西里尔字母为基础，通行于原苏联各国的维吾尔人群体中，这套文字中包含等专用于书写俄罗斯语借词的字母。新维文基于拉丁字母创造，这套方案很少使用二合字母，而使用了一些罕见的拉丁字母。拉丁维文是于2000年发起的一套文字，同新维文不同的是，这套文字去除了新维文中许多不利于输入的罕见拉丁字母，使用较为标准的拉丁字母且能和老维文较好对应。2008年经过小范围修改后成为了新疆官方的维吾尔语拉丁转写系统，结束了维吾尔文拉丁转写杂乱无章的局面。拉丁维文多用于转写维吾尔语，而不是作为文字使用。
这四种书写系统的对应关系及其反映的发音如下图所示：
| 序号 № | 国际音标 IPA | 老维文 UEY | 西里尔维文 USY | 新维文 UYY | 拉丁维文 ULY |    | 序号 №    | 国际音标 IPA | 老维文 UEY | 西里尔维文 USY | 新维文 UYY      | 拉丁维文 ULY |
| 1      | /ɑ/          | ئا         | А а            | A a        | A a          | 17 | /q/       | ق            | Қ қ        | Ⱪ ⱪ            | Q q             |              |
| 2      | /ɛ/ ~ /æ/    | ئە         | Ә ә            | Ə ə        | E e          | 18 | /k/       | ك            | К к        | K k            | K k             |              |
| 3      | /b/          | ب          | Б б            | B b        | B b          | 19 | /ɡ/       | گ            | Г г        | G g            | G g             |              |
| 4      | /p/          | پ          | П п            | P p        | P p          | 20 | /ŋ/       | ڭ            | Ң ң        | Ng ng          | Ng ng           |              |
| 5      | /t/          | ت          | Т т            | T t        | T t          | 21 | /l/       | ل            | Л л        | L l            | L l             |              |
| 6      | /dʒ/         | ج          | Җ җ            | J j        | J j          | 22 | /m/       | م            | М м        | M m            | M m             |              |
| 7      | /tʃ/         | چ          | Ч ч            | Q q        | Ch ch        | 23 | /n/       | ن            | Н н        | N n            | N n             |              |
| 8      | /χ/          | خ          | Х х            | H h        | X x          | 24 | /h/       | ھ            | Һ һ        | Ⱨ ⱨ            | H h             |              |
| 9      | /d/          | د          | Д д            | D d        | D d          | 25 | /o/       | ئو           | О о        | O o            | O o             |              |
| 10     | /r/          | ر          | Р р            | R r        | R r          | 26 | /u/       | ئۇ           | У у        | U u            | U u             |              |
| 11     | /z/          | ز          | З з            | Z z        | Z z          | 27 | /ø/       | ئۆ           | Ө ө        | Ɵ ɵ            | Ö ö             |              |
| 12     | /ʒ/          | ژ          | Ж ж            | Ⱬⱬ         | Zh zh        | 28 | /y/       | ئۈ           | Ү ү        | Ü ü            | Ü ü             |              |
| 13     | /s/          | س          | С с            | S s        | S s          | 29 | /v/~/w/   | ۋ            | В в        | V v            | W w             |              |
| 14     | /ʃ/          | ش          | Ш ш            | X x        | Sh sh        | 30 | /e/       | ئې           | Е е        | E e            | Ë ë （原为É é） |              |
| 15     | /ʁ/          | غ          | Ғ ғ            | Ƣ ƣ        | Gh gh        | 31 | /ɪ/ ~ /i/ | ئى           | И и        | I i            | I i             |              |
| 16     | /f/          | ف          | Ф ф            | F f        | F f          | 32 | /j/       | ي            | Й й        | Y y            | Y y             |              |

## 语法
维吾尔语是一种主賓動語序的黏着语，其名詞有数和語義格的屈折變化，但不像许多语言一样具有性别和定性。维吾尔语中有两种数，即单数和复数，传统上认为维吾尔语有六种不同的語義格，分别是主格、宾格、与格、方位格、离格和属格:589–590。但现在也有研究认为维吾尔语有七个、八个甚至十个格。动词有时态、语态、体和语气的变化，如时态有現在式和过去式；语态有使役态和被动态；体有進行時態等。维吾尔语中的动词也具有否定形式。

## 词汇

### 引用
1. ↑  维吾尔语于《民族语》的链接（第18版，2015年）
2. 1 2 3  国家民委. . www.gov.cn. 2015-07-30  [2019-02-17]. （原始内容存档于2019-03-01）.
3. 1 2 3  赵相如，朱志宁等 1985，第216-218頁
4. ↑  . Ethnologue.   [2019-02-28]. （原始内容存档于2018-12-26）.
5. ↑  Hammarström, Harald; Forkel, Robert; Haspelmath, Martin; Bank, Sebastian (编). . . Jena: Max Planck Institute for the Science of Human History. 2016.
6. ↑  Engesæth 2009，第7頁
7. ↑  Arik, Kagan. Austin, Peter , 编.  illustrated. University of California Press. 2008: 145  [2014-03-10]. ISBN 0520255607. （原始内容存档于2014-06-26）.
8. ↑  Arik 2008, p. 145
9. ↑  Clauson 1965，第57頁.
10. ↑  乌云毕力格. . 《中央民族大学学报（哲学社会科学版）》 (甘肃省兰州市: 中央民族大学). 2020, (2020年第1期): 12—26. ISSN 1005-8575 （简体中文）.
11. ↑  Edmund Herzig. . I.B.Tauris. 2014-11-30: 23–  [2019-02-28]. ISBN 978-1-78076-947-9. （原始内容存档于2016-05-18）.
12. ↑  Hahn, Reinard F. . Lars Johanson, Éva Csató  (编). . Taylor & Francis. 1998: 379  [2019-02-28]. ISBN 9780415082006. （原始内容存档于2016-08-01）.
13. ↑  Robert Lindsay(罗伯特·林赛).  (PDF). Beyond Highbrow. 2010 （英语）.
14. 1 2  易斌. . 民族语文. 2006, (2): 51–53. doi:10.3969/j.issn.0257-5779.2006.02.008.
15. 1 2 3  Engesæth, Yakup & Dwyer 2009，第1–2頁
16. 1 2 3 4  Hahn 1991，第89頁
17. ↑  Badīʻī, Nādira, , 德黑兰: Bunyād-i Nīšābūr: 57, 1997
18. ↑  L.A. Grenoble. . Springer Science & Business Media. 11 April 2006: 149–. ISBN 978-0-306-48083-6.
19. ↑  Walravens, Hartmut,  (PDF), Japonica Humboldtiana 10, Harrassowitz Verlag（英语：Harrassowitz Verlag）, 2006  [2019-02-28], （原始内容 (PDF)存档于2012-09-19）
20. ↑  高士杰 1994，第147頁
21. ↑  Yakup 2005，第8頁
22. ↑  高士杰 1994，第112頁
23. ↑  高士杰 1994，第61頁
24. ↑  张春海. . ex.cssn.cn. 中国社会科学报. 2015-03-18  [2019-02-26]. （原始内容存档于2019-03-01）.
25. ↑  高士杰 1994，第58-60頁
26. ↑  米娜瓦尔·艾比不拉 2004，第12頁
27. 1 2 3  Dwyer 2005，第12–13頁
28. 1 2  . Ethnologue.   [2012-04-06]. （原始内容存档于2012-03-21）.
29. ↑  . Omniglot.   [2012-04-06]. （原始内容存档于2012-03-24）.
30. ↑  Hann, Chris. . Focaal—Journal of Global and Historical Anthropology. 2011, (60): 112.
31. ↑  Dwyer, Arienne,  (PDF), Policy Studies 15, Washington: East-West Center: 12–13, 2005  [2019-02-28], ISBN 1-932728-29-5, （原始内容存档 (PDF)于2010-05-24）
32. ↑  Su, Alice. . Vice News. Vice News. 2015-12-08  [2016-09-22]. （原始内容存档于2016-01-21）.
33. ↑  国家民委. . www.gov.cn. 2015-07-30  [2019-02-17]. （原始内容存档于2017-10-19）.
34. ↑  张雨楠. . 中国社会科学报. 2015  [2019-02-28]. （原始内容存档于2019-02-19）.
35. ↑  阿达来提. . 中央民族大学. 2013  [2019-02-17]. （原始内容存档于2013-10-24）.
36. ↑  陈宗振. . 中国社会科学报. 2014年10月10日, (654)  [2019-02-28]. （原始内容存档于2019-02-19）.
37. ↑  . toutiao.chinaso.com.   [2019-02-28]. （原始内容存档于2019-03-01）.
38. ↑  . edu.gmw.cn.   [2019-02-28]. （原始内容存档于2019-03-01）.
39. ↑  . www.ts.cn.   [2019-02-28]. （原始内容存档于2019-02-23）.
40. ↑  . xj.people.com.cn.   [2019-02-28]. （原始内容存档于2019-02-23）.
41. ↑  Ingram, Ruth. . Bitter Winter. 2018-12-28  [2019-01-03]. （原始内容存档于2019-01-03）.
42. ↑  Byler, Darren. . SupChina. 2019-01-02  [2019-01-03]. （原始内容存档于2019-01-03）.
43. ↑  Christian Shepherd. . 英国金融时报. 2019-09-12  [2019-09-15]. （原始内容存档于2020-04-14）.
44. 1 2 3  邓浩. . 喀什大学学报. 1989, (3): 54–74.
45. ↑  赵相如，朱志宁等 1985，第6-7頁
46. ↑  Hahn 1991，第34頁
47. ↑  Vaux 2001
48. ↑  Hahn 1991，第53頁
49. ↑  Vaux 2001，第1–2頁
50. ↑  米娜瓦尔·艾比不拉 2004，第63頁
51. ↑  傅懋勣. .
52. ↑  赵相如，朱志宁等 1985，第11頁
53. 1 2  赵相如，朱志宁等 1985，第10頁
54. ↑  赵相如，朱志宁等 1985，第8頁
55. ↑  赵相如，朱志宁等 1985，第9頁
56. ↑  赵相如，朱志宁等 1985，第12頁
57. ↑  Hahn 1998，第381–382頁
58. ↑  赵相如，朱志宁等 1985，第13頁
59. ↑  赵相如，朱志宁等 1985，第219頁
60. 1 2 3 4 5 6 7 8  新疆维吾尔自治区地方志编纂委员会 2000，第153頁
61. ↑  新疆维吾尔自治区地方志编纂委员会 2000，第156頁
62. ↑  赵相如，朱志宁等 1985，第220頁
63. ↑  Duval, Jean Rahman; Janbaz, Waris Abdukerim,  (PDF), Salt Lake City: University of Utah: 2, 2006  [2006-10-30], （原始内容 (PDF)存档于2014-01-14）
64. ↑  中文學術界通行的是對新維文的修正，以捷克字母來替換š/sh, ž/zh, č/ch, c/j, γ/gh.
65. ↑  艾合买提江·艾斯开力; 雷春芳(译). . 语言与翻译. 1987, (2): 32–41.
66. ↑  程试. . 新疆大学学报(哲学•人文社会科学汉文版). 1978, (1): 89–100  [2019-02-25]. （原始内容存档于2019-03-01）.
67. ↑  马维和; 李玉梅.  4 (2): 8–10. 2004-07-31  [2019-02-25]. doi:10.3969/j.issn.1671-0304.2004.02.003. （原始内容存档于2019-03-01）.
68. ↑  米娜瓦尔·艾比不拉 2004，第7頁
69. ↑  Hahn 1998，第394–395頁

## 参閲
- 中国语言
- 突厥语族
- 维吾尔族
- 民族语
- 乌兹别克语
- 維吾爾語方言
- 維吾爾語語法（英语：Uyghur grammar）

### 教科书
- Greetings from the Teklimakan: a handbook of Modern Uyghur （页面存档备份，存于） （来自Teklimakan的问候：现代维吾尔语手册）(来自堪萨斯大学)

### 词典和翻译
- 中英维双向翻译 （页面存档备份，存于） （維吾爾文）
- 维汉、汉维双向在线词典. Uyghur Chinese Online Dictionary （页面存档备份，存于）
- 維吾爾字母發音與語言（页面存档备份，存于）
- 維英詞典 （页面存档备份，存于）
- 網路維英多文辭典 （页面存档备份，存于）
- 網上維英漢多語言詞典（页面存档备份，存于）
- 維漢詞典 （页面存档备份，存于）
- （中文）丝路语通 Online Uyghur–Chinese Dictionary and translation services
- 維英詞典（阿拉伯、拉丁、西里爾文字） （页面存档备份，存于）

### 广播电视
- 自由亚洲电台维吾尔语版 （页面存档备份，存于）
- TRT: Uyghur （页面存档备份，存于）
- 中国国际广播电台维吾尔语版
- 中国中央电视台维吾尔语版
- BBCUzbek.com|Bosh Sahifa|Uzbek News index（页面存档备份，存于） （乌兹别克文）

### 字体
- Arabic Uyghur in different fonts （页面存档备份，存于）
- 维文字体和输入法